# Laird-Gletscher
Der Laird-Gletscher ist ein 5 km langer Gletscher in der antarktischen Ross Dependency. Im Königin-Maud-Gebirge fließt er von der Supporters Range in nordöstlicher Richtung zum Keltie-Gletscher, den er 6 km südöstlich des Ranfurly Point erreicht.
Das Advisory Committee on Antarctic Names benannte ihn 1966 nach Robert J. Laird, Biologe des United States Antarctic Research Program auf der McMurdo-Station im Jahr 1963.